# ライトハウスシネマ
ライトハウスシネマ (英語: Light House Cinema) はアイルランド共和国、ダブリンのスミスフィールドにあるアート映画を上映する映画館である。1980年代に前身となるライトハウスがダブリン市中心部にあったが、いったん閉館し、2008年にスミスフィールドのマーケットスクエアに移転して再開館した。ダブリンの代表的なアートハウス映画館であり、ダブリン国際映画祭の会場としても使用されている。

## 来歴

### アビー・ストリートでの営業
1988年、ミドル・アビー・ストリートのかつてカーゾンシネマがあった場所に前身となるライトハウスが開館した。この当時は町の中心部にあるアール・デコスタイルの建物に入っていた。360人を収容でき、オーナーはニール・コノリーとマレッタ・ディロンであった。百貨店であるアーノッツの拡張に伴って1996年に閉館した。ここでしか公開されない映画を見るため、ダブリンのみならず遠方からも観客がやってくる人気の映画館であったため、再建が強く期待されていた。

### スミスフィールド移転後
コノリーとディロンは映画館再開を諦めず、12年間の活動停止の後、2008年にスミスフィールドで新しいライトハウスシネマが営業を開始した。映画館専用に設計された建物で、公的資金の支援を受けて建てられた。この新しい映画館はケルトの虎時代の新規開発の一部として建てられたものであった。
2011年にダブリンの不動産バブルがはじけた際、家賃をめぐって貸主との間に問題が発生し、ライトハウスシネマは閉館せざるを得なくなった。2012年にアイルランドの映像プロダクション会社であるエレメント・ピクチャーズがライトハウスシネマの営業を行うことになり、同じ場所で再開館した。

## プログラム

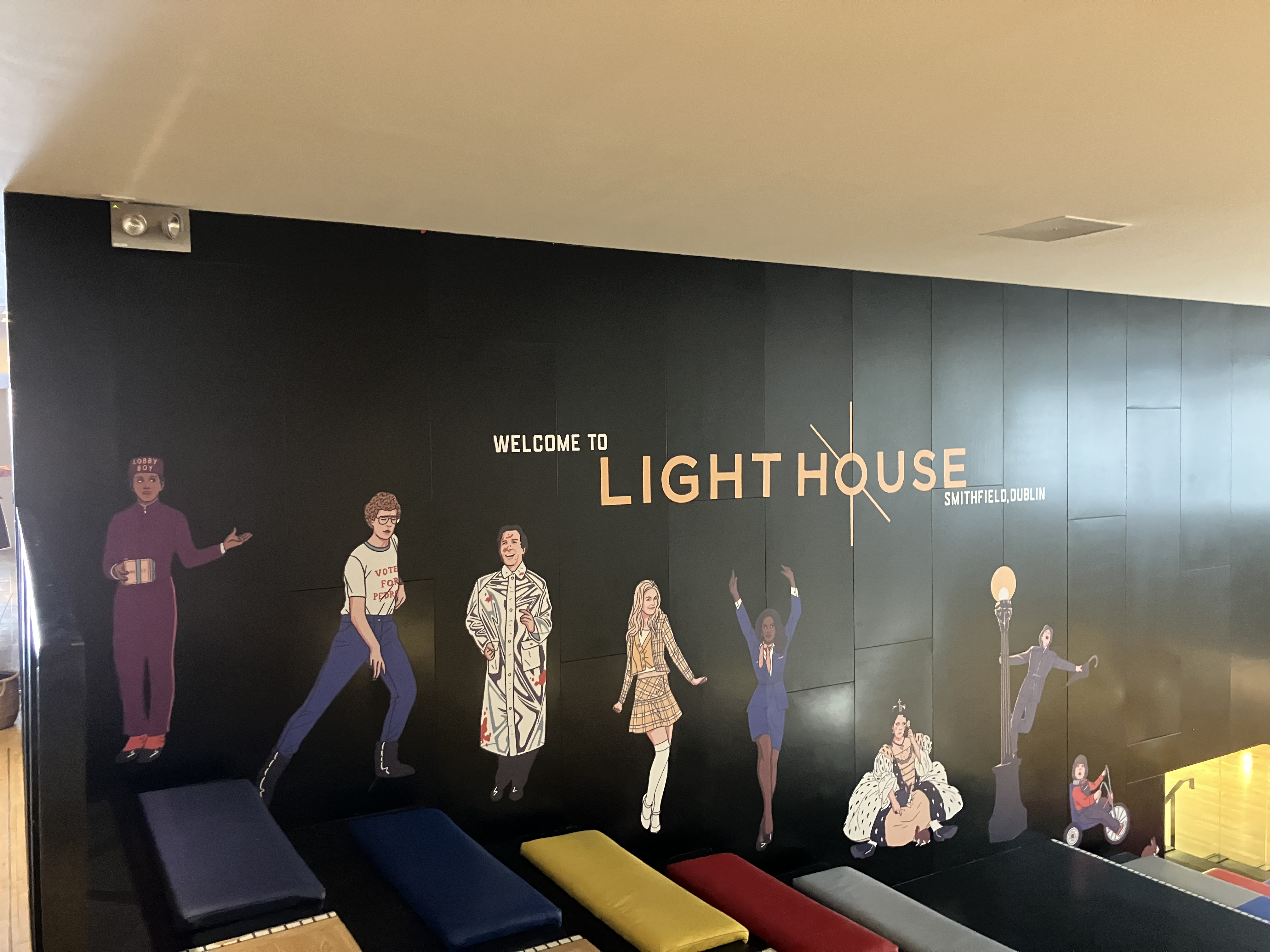
ライトハウスシネマの階段部分にある映画キャラクターが描かれた壁画。左からゼロ（『グランド・ブダペスト・ホテル』）、ナポレオン・ダイナマイト、パトリック・ベイトマン（『アメリカン・サイコ』）、シェール・ホロヴィッツ（『クルーレス』）、ジャッキー・ブラウン、アン女王（『女王陛下のお気に入り』）、ダニー・トーランス（『シャイニング』）.

1980年代に旧ライトハウスが開館した時は事実上ダブリンで唯一のアートハウス専門映画館であった。この当時からワールドシネマやアイルランドの地元の作品を中心にインディペンデント系のアート映画に力を入れて上映する映画館であり、移転後もこの方針は受け継がれている。一方で移転後はもっと商業的な映画も上映しており、完全にアート映画に特化したプログラムを有するアイルランド映画協会に比べると、幅広く映画ファン向けにいろいろな作品を上映している。

## 催し
ダブリン国際映画祭の会場のひとつである。
ライトハウスシネマはクイズナイト、ブッククラブ、カルト映画の上映イベント、'One Two One Two Music Festival'という名称の映画音楽祭なども主催している。子ども向けの教育的なイベントも行われている。

## 設備
スクリーン1は277名、スクリーン2は153名、スクリーン3は116名、スクリーン4は68名を収容できる。スクリーンは全て地下にある。それぞれの映写室は異なる色を用いたデザインになっている。ホワイエからスクリーンまではクッションを配置した階段がある。
58席を備えたカフェがある。また、地下部分にはバーがある。

## 評価
2013年にアート関連のウェブサイトであるArtinfoにより、世界で最もクールな映画館のうちのひとつに選ばれた。
2014年には『ガーディアン』の映画賞で最優秀映画館の次点（おすすめ映画館）に選ばれた。